# Degradare civică
Degradarea civică (învechit: degradațiunea civică) a fost o pedeapsă prezentă în jurisprudența românească din secolele al XIX-lea și al XX-lea. A fost preluată din dreptul francez. Infracțiunile care erau pedepsite cu degradarea civică erau clasificate drept crime.

## Codul penal Cuza
Degradațiunea civică era legiferată în art. 22 și 23. Ea consista conform Codului Penal din 1864, cu modificările ulterioare din 1874, 1882, 1893 și 1895, din:
- destituirea și excluderea condamnaților de la funcții și oficii publice;
- pierderea dreptului de vot, alegere și eligibilitate și drepturile de a purta decorații și titluri de onoare;
- incapacitatea de fi jurat sau expert, martor în acte; de asemenea incapacitatea de a depune mărturie în fața curților de judecată, decât pentru a „da niște simple arătări”;
- incapacitatea de face parte din consilii de familie, de a fi tutore, curator, consilier judecătoresc, cu excepție propriei familii;
- pierderea dreptului a purta arme, de a servi în armată, de a ține școală și a preda ca profesor, institutor, învățător, repetitor sau priveghetor.[1]

Pedeapsa muncii silnice atrăgea și degradarea civică pe timpul pedepsei.

## Codul penal Carol al II-lea
Codul penal Carol al II-lea păstra în mare definiția anterioară. Conform articolului 58, degradarea civică consta din:
- destituirea din orice funcție publică și pierderea dreptului de a o deține;
- pierderea dreptului de a fi alegător și eligibil, și a tuturor drepturilor politice și a dreptului de a purta decorații, medalii și titluri onorifice; pierderea dreptului de a primi pensie de la stat, județ, comună;
- incapacitatea de fi jurat sau expert, martor în acte;
- incapacitatea de face parte din consilii de familie, de a fi tutor, curator sau consilier judiciar, cu excepție propriilor copii;
- pierderea dreptului de a ține școală și a preda în vreun institut public sau privat ca profesor, institutor, învățător sau priveghetor, cu excepția condamnaților politici.[2]

## Codul penal din 1968
Degradarea civică nu mai apare în codul penal din 1969.